# Adeganha
Adeganha ist ein Ort und eine ehemalige Gemeinde im Nordosten Portugals.

## Geschichte
Zahlreiche Funde belegen eine vorgeschichtliche Besiedlung.
Der heutige Ort wurde erstmals im 9. Jahrhundert n. Chr. dokumentiert. 1112 wurde die Gemeindekirche errichtet. 1259 verlieh König D. Afonso III. Adeganha erste Stadtrechte.
Adeganha war 1747 noch eine Gemeinde im Kreis Alfândega da Fé und kam später zu Torre de Moncorvo. Mit den Eingemeindungen der Gemeinden Estevais und Junqueira 1930 erfuhr die Gemeinde Adeganha eine Vergrößerung.
Mit der Gebietsreform 2013 wurde die Gemeinde Adeganha mit Cardanha zusammengeführt.

## Verwaltung
Adeganha war Sitz einer gleichnamigen Gemeinde (Freguesia) im Kreis (Concelho) von Torre de Moncorvo im Distrikt Bragança. Die Gemeinde hatte 346 Einwohner auf einer Fläche von 48,4 km² (Stand 30. Juni 2011).
Folgende Ortschaften liegen im Gebiet der ehemaligen Gemeinde:
- Adeganha
- Estevais (auch Estevais da Vilariça)
- Junqueira
- Nozelos
- Póvoa
- Quinta da Portela
- Quinta da Silveira

Mit der Gebietsreform vom 29. September 2013 wurden die Gemeinden Adeganha und Cardanha zur neuen Gemeinde União das Freguesias de Adeganha e Cardanha zusammengeschlossen. Adeganha wurde Sitz dieser neu gebildeten Gemeinde.